# 謝子和
謝子和主教（英語：The Right Revd Matthias Clement Tze-wo Der，1964年—）是現任香港聖公會香港島教區主教。
謝子和1964年生於香港，於1989年獲加拿大多倫多大學威克里夫神學院碩士，並於同年按立為會吏，1991按立為牧師，2012年出任香港島教區聖約翰座堂主任牧師，他在2019年11月21日當選香港島教區繼承主教，謝子和的祖父為香港著名商人、前立法委員謝伯昌，父親謝博文及弟弟謝子樂，兩位亦為法政牧師。，2020年10月3日祝聖，2021年1月2日陞座。